# 新興里站
新興里站（：／ Sinheung-ri yeok */?）曾为韩国铁路湖南线上的一个车站，位于全罗南道长城郡北一面新興里，已于2006年废止。

## 历史
- 1919年12月20日，落成使用。
- 2006年6月23日，停止使用。